# Кравченко, Илларион Моисеевич
Илларион Моисеевич Кравченко (род. 1924, Василевка, Екатеринославская губерния) — советский украинский партийный деятель, депутат Верховного Совета УССР VII созыва. Участник Великой Отечественной войны. Кандидат сельскохозяйственных наук (1972).

## Биография
Родился в селе Василевка крестьянской семье. В 1941 году окончил третий курс александрийского сельскохозяйственного техникума (Кировоградская область).
В Харькове Кравченко добровольно пошёл в военкомат, но ему сперва отказали из-за возраста. Позже ему с товарищем удалось уговорить военкома призвать их в строительный батальон. Там он получил первую контузию и попал в госпиталь. Первое боевое крещение получил под Сталинградом. Окончил сержантскую школу, был командиром пулемётного отделения в составе 68-й гвардейской стрелковой дивизии. Принял участие в Курской битве, боях за Букринский плацдарм, Корсунь-Шевченковской операции. В 1944 году вступил в ВКП(б), и стал курсантом Челябинского лётного училища, которое не смог окончить из-за медицинских противопоказаний. В итоге стал техником авиационного вооружения. В 1945—1949 годах служил в авиационной части в городе Стрый, Дрогобычская область. Демобилизовался в 1949 году.
В 1947 году женился на студентке педагогического училища Мирославе Семёновне, через год у пары родился сын Валерий, а в 1951 году — дочь Лариса.
С 1949 года работал инструктором отдела пропаганды районного комитета КП(б)У Кировоградской области; заведующий отделом пропаганды районного комитета КП(б)У Кировоградской области.
Окончил заочно два курса Высшей партийной школы при ЦК КПУ.
В 1953—1956 годах был председателем колхоза в Кировоградской области. Под его руководством колхоз на третий год вырастил рекордный в области урожай. Кравченко включили в состав делегации на ВДНХ СССР.
В 1956—1959 годах учился в Московской сельскохозяйственной академии имени Тимирязева, которую окончил с красным дипломом. Проходил стажировку в Госплане СССР.
С 1959 года — второй секретарь Голованевского районного комитета КПУ Кировоградской области.
До 1963 года работал заведующим сельскохозяйственным отделом Черновицкого областного комитета КПУ. В 1963—1970 годах — 2-й секретарь Черновицкого областного комитета КПУ. При нём была введена специализация хозяйств на садоводстве, посажено множество плодовых садов. Кравченко выдвинул предложение поить молодняк крупного рогатого скота молоком, а не сыровцом, как практиковалось ранее. Несмотря на то, что этот метод получил порцию критики от партии, область стала второй в республике после Киевской по производству молока и мяса, а также сахарной свёклы. Благодаря этим заслугам Кравченко был избран депутатом Верховного Совета УССР.
В 1970—1976 годах был заместителем министра сельского хозяйства Украинской ССР, ответственным секретарём Совета колхозов УССР. Организовывал разработку земельного кадастра для более объективного планирования сельскохозяйственного производства. Участвовал в разработке закона о пенсионном обеспечении колхозников и рабочих села.
В 1972 году в Украинской сельскохозяйственной академии защитил кандидатскую диссертацию, которую начал писать ещё в Черновицкой области. Написал четыре книги по экономике сельского хозяйства и полтора десятка научных статей.
В 1976 году был уволен с должности за, якобы, использование служебного положения для защиты диссертации. Был переведён на должность начальника финансового управления Государственного комитета Совета Министров СССР по производственно-техническому обеспечению сельского хозяйства «Укрсильгосптехника». Работал в этой должности до выхода на пенсию. После выхода на пенсию шесть лет был главой совета ветеранов Минагропрома.